# Transporte de ângulo

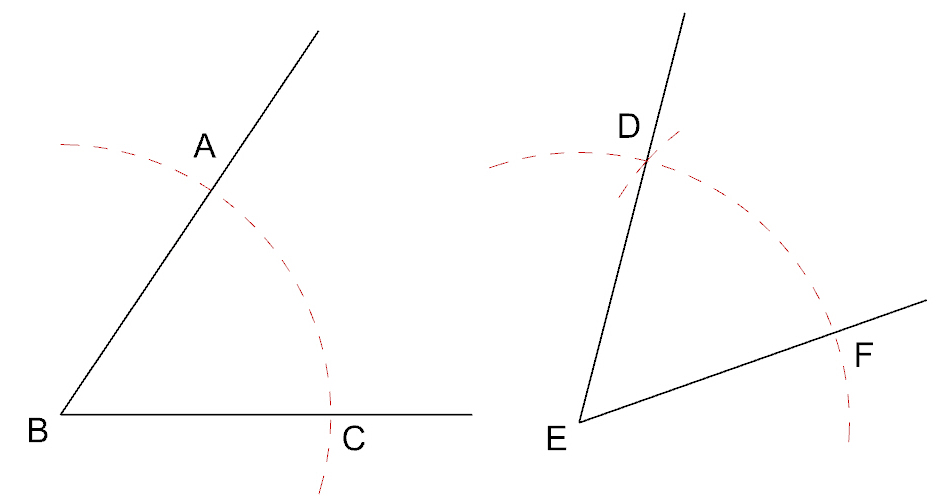
Transporte de ângulo

O transporte de ângulo, no desenho geométrico, é uma construção exata, feita com o auxílio da régua e do compasso. Possíveis imprecisões no resultado estão relacionadas com a perícia do desenhista e a qualidade do instrumento utilizado.

## Construção geométrica
Traçado com régua e compasso para o transporte de um ângulo ABC:
- Com a ponta seca no vértice B do ângulo, trace um arco de circunferência e determine os pontos A e C;
- Reproduza esse mesmo arco com a ponta seca no ponto inicial de um segmento (E) e determine o ponto F;
- Com centro em F, trace um arco com a medida do segmento AC e encontre o ponto D na interseção;
- O ângulo DÊF é igual ao ângulo ABC.